# Jean-Louis Koszul
Jean-Louis Koszul (francês: [kɔzyl]; Estrasburgo, 3 de janeiro de 1921 – 12 de janeiro de 2018) foi um matemático francês. Conhecido por suas investigações em geometria e a descoberta do complexo de Koszul. Foi membro da segunda geração do grupo Nicolas Bourbaki.